# Enemy Inside
Enemy Inside ist eine deutsche Dark-Rock-, Symphonic- und Alternative-Metal-Band aus Aschaffenburg.

## Geschichte
Die Band wurde 2017 von der deutsch-italienischen Sängerin Nastassja Giulia und dem Gitarristen Evan K (Mystic Prophecy, Exit Eden, ex Cypecore) gegründet, die durch breit aufgestellte Experimentierung ihren eigenen Sound zwischen Dark Rock und Modern Metal fanden. Giulia absolvierte als Vocal Coach die Popakademie Baden-Württemberg und arbeitete an Studioaufnahmen und Touren mit Bands der deutschen Hard-Rock- und Metal-Szene wie Kissin’ Dynamite, Beyond the Bridge, Mystic Prophecy und UMC.
Enemy Inside veröffentlichte im September 2018 ihr erstes Album Phoenix bei ROAR. Gleichzeitig wurden die ersten Singles und Videos wie Falling Away, Oblivion und Lullaby über Youtube veröffentlicht. Georg Neuhauser, Sänger der österreichischen Symphonic-Metal-Band Serenity erschien als Gast im Album und sang mit Nastassja Giulia zusammen Doorway to Salvation. Im August 2021 wurde das zweite Album Seven veröffentlicht und erreichte #93 der deutschen Downloadcharts und gelangte in die Top Releases in mehreren Kategorien in vielen Ländern.
Im Februar 2025 veröffentlichte die Band ihr drittes Album Venom über Reigning Phoenix Music. Außerdem wurde Hanno Kerstan als fester Drummer der Band bestätigt.

## Stil
Das Label beschreibt die Musik als eigenständigen Klang zwischen Dark Rock und Alternativ Metal. In Rezensionen wird neben Evanescence hinzukommend auf den Symphonic Metal verwiesen.

## Galerie

Enemy Inside, aktuelle Besetzung live auf dem Rockharz 2022
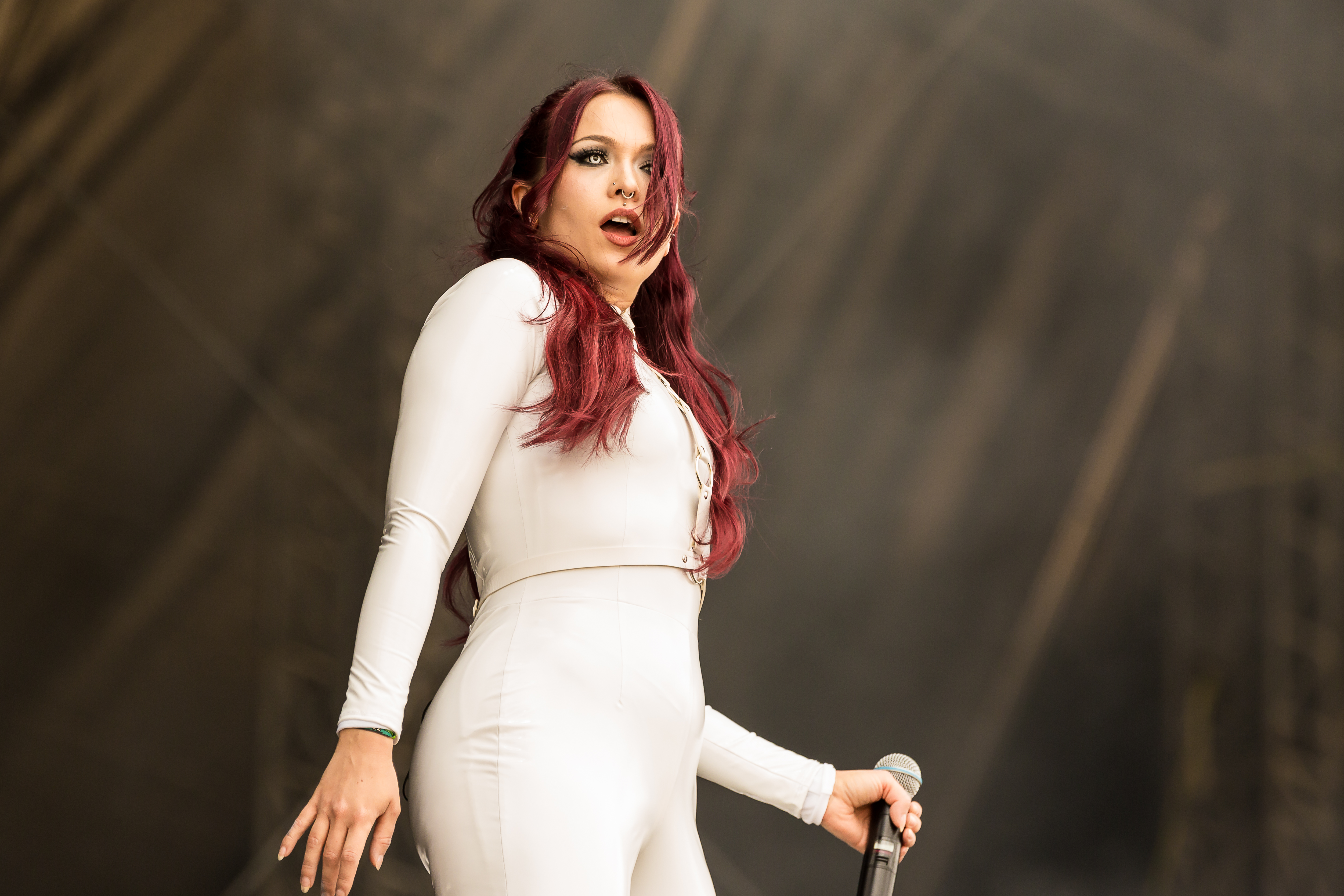
Sängerin Nastassja Giulia
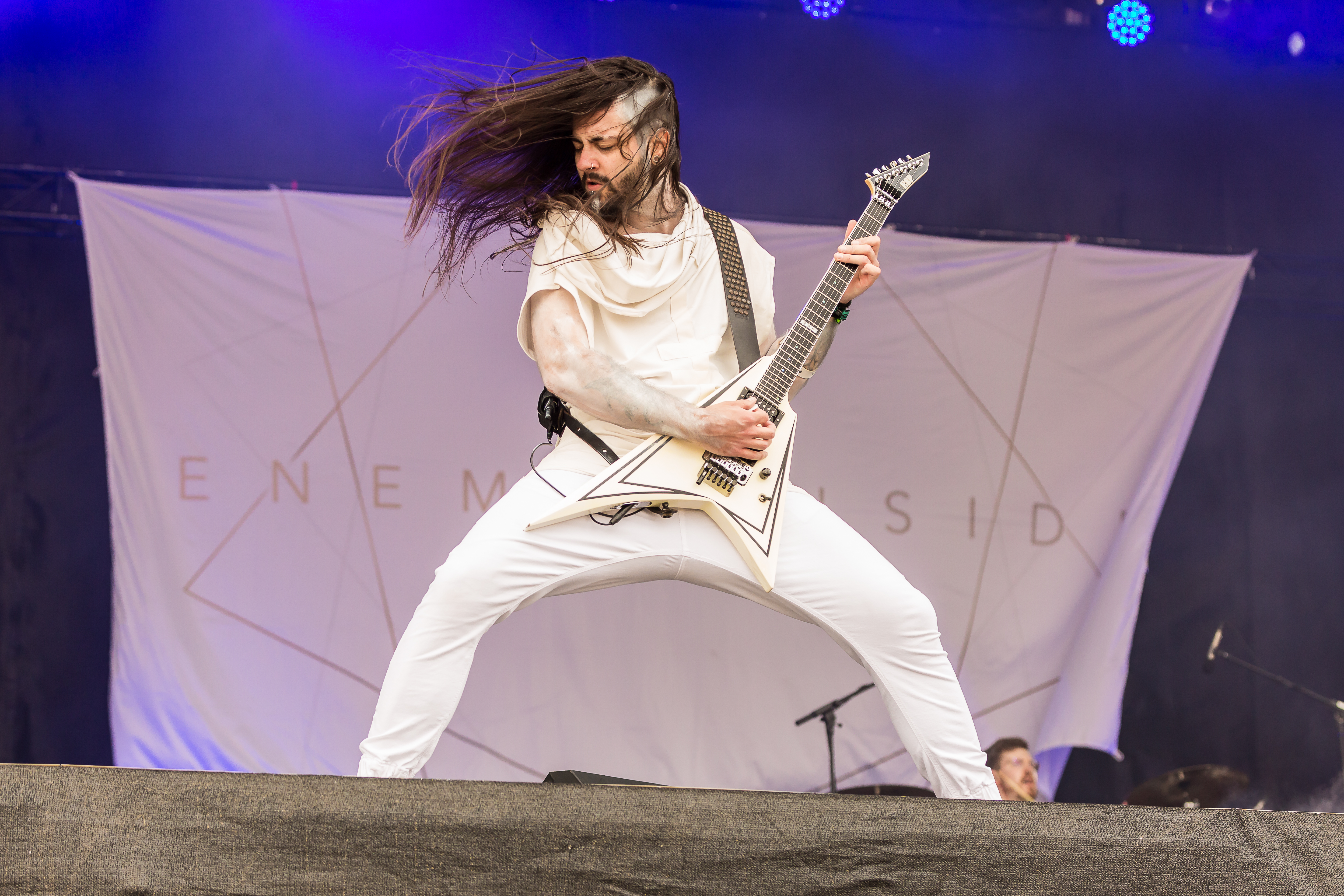
Gitarrist Evan K
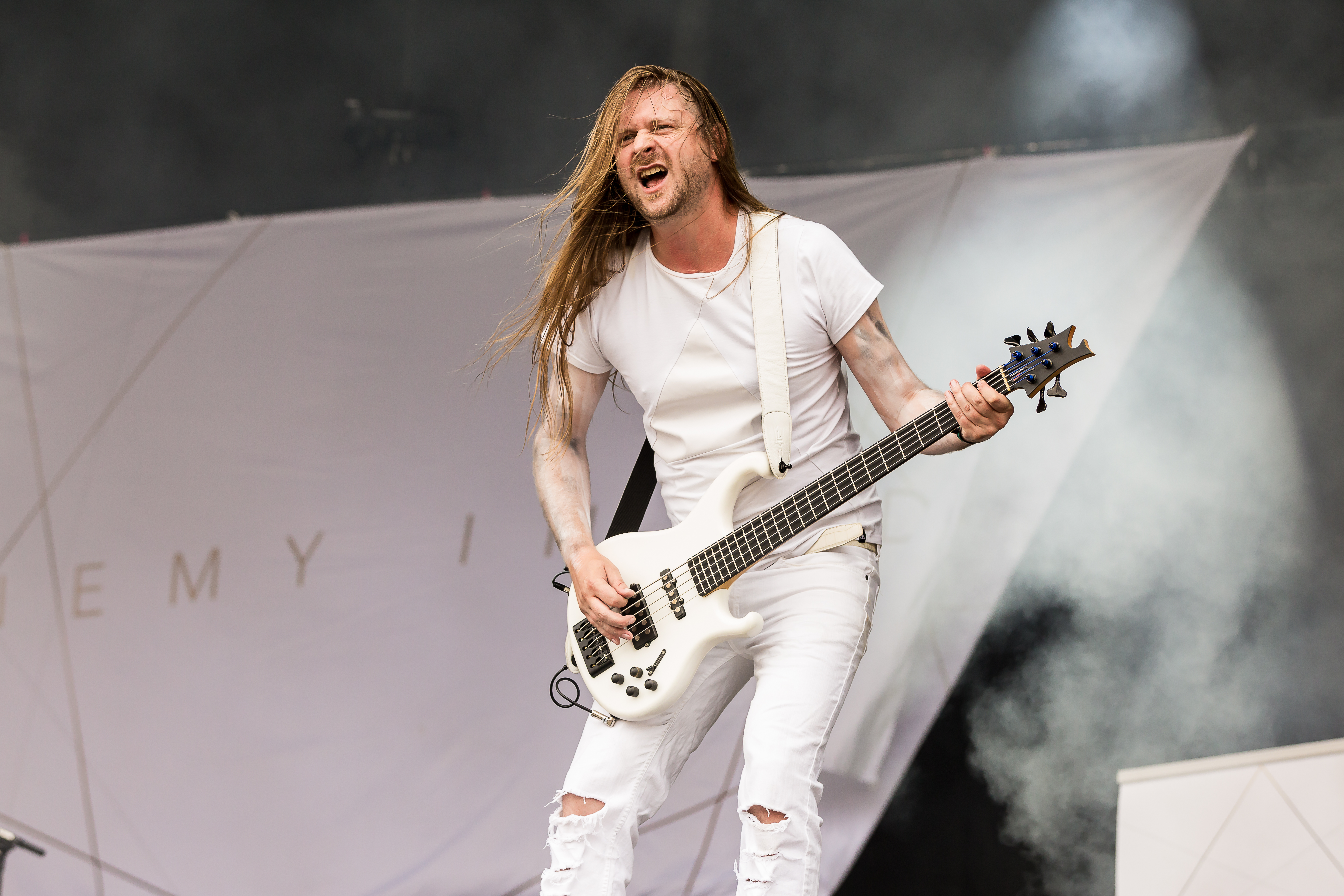
Bassist Dominik Stotzem

## Diskografie
Alben
- 2018: Phoenix
- 2021: Seven
- 2025: Venom

Singles/Videos
- 2018: Falling Away
- 2018: Summer son
- 2018: Oblivion
- 2018: Lullaby
- 2019: Dark Skies (Acoustic Version)
- 2019: Doorway to Salvation (Acoustic Version)
- 2021: Crystallize
- 2021: Alien
- 2021: Release Me
- 2021: Black Butterfly
- 2021: In My Blood
- 2024: Black and Gold (Acoustic Version)
- 2024: What We Used to Be
- 2024: Sayonara
- 2024: Should Have Known Better
- 2024: Fuck That Party (feat. Zak Tell)
- 2025: Innocent